# Marocharawa
Marocharawa (biał. Марохарава; ros. Морохорово, Morochorowo) – wieś na Białorusi, w obwodzie homelskim, w rejonie żytkowickim, w sielsowiecie Marocharawa, przy drodze republikańskiej R57.

## Historia
Wieś powstała w czasach sowieckich. Wcześniej znajdowały się tu chutory Sietyszcze i Horochowiszcze. Od 1991 położona jest w niepodległej Białorusi.